# Municipio de Clay (condado de Shelby, Iowa)
El municipio de Clay (en inglés: Clay Township) es un municipio ubicado en el condado de Shelby en el estado estadounidense de Iowa. En el año 2010 tenía una población de 933 habitantes y una densidad poblacional de 9,11 personas por km².

## Geografía
El municipio de Clay se encuentra ubicado en las coordenadas 41°33′13″N 95°5′52″O / 41.55361, -95.09778. Según la Oficina del Censo de los Estados Unidos, el municipio tiene una superficie total de 102,46 km², de la cual 102,46 km² corresponden a tierra firme y (0 %) 0 km² es agua.

## Demografía
Según el censo de 2010, había 933 personas residiendo en el municipio de Clay. La densidad de población era de 9,11 hab./km². De los 933 habitantes, el municipio de Clay estaba compuesto por el 98,29 % blancos, el 0,11 % eran asiáticos, el 1,07 % eran de otras razas y el 0,54 % eran de una mezcla de razas. Del total de la población el 2,36 % eran hispanos o latinos de cualquier raza.